# Sankt Peter in der Au
Sankt Peter in der Au är en kommun  i Österrike. Den ligger i distriktet Amstetten i förbundslandet Niederösterreich, 130 km väster om huvudstaden Wien. Kommunens huvudort är St. Peter in der Au-Markt.
Kommunen består av sex orter (Ortschaften) (inom parentes invånarantal 1 januari 2024):

- Hohenreith (166)
- Kürnberg (861)
- St. Johann in Engstetten (549)
- St. Michael am Bruckbach (816)
- St. Peter in der Au-Dorf (734)
- St. Peter in der Au-Markt (2 005)